# Mậu Đức
Mậu Đức là một xã thuộc huyện Con Cuông, tỉnh Nghệ An, Việt Nam.
Mậu Đức là một xã miền núi huyện Con Cuông tỉnh Nghệ An cách trung tâm huyện khoảng 7km về phía Tây- Tây Bắc. Trung tâm xã năm cạnh đường tỉnh lộ 541 đi xã Đôn Phục. Đây là tuyến đường giao thông huyết mạch quan trọng nhất của xã. Xã có diện tích tự nhiên là 7028,21 ha , dân số năm 1999 là 4.702 người, mật độ dân số đạt 66 người/km².

## Hành chính
Xã Mậu Đức được chia thành 8 thôn như sau: Kẻ Mẻ, Kẻ Trằng, Kẻ Sùng, Kẻ Nóc, Nà Đười, Thống Nhất, Chòm Bọi, Chòm Muộn.